# Tony Hunter

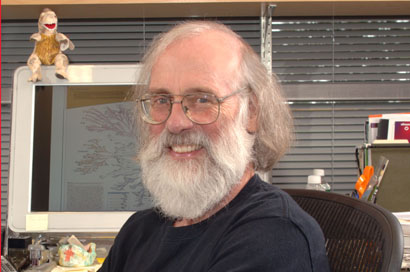
Tony Hunter (2013)

Tony Hunter (eigentlich Anthony Rex Hunter, * 23. August 1943 in Ashford, Kent) ist ein britisch-US-amerikanischer Biochemiker und Professor für Molekulare Biologie und Zellbiologie am Salk Institute for Biological Studies und an der University of California, San Diego.

## Leben
Hunter erwarb 1965 einen Bachelor, 1966 einen Master und 1969 einen Ph.D. an der University of Cambridge, England. Als Postdoktorand arbeitete er am Salk Institute for Biological Studies in La Jolla, Kalifornien (1971–1973) und an der University of Cambridge (1968–1971 und 1973–1975). Anschließend erhielt er am Salk Institute eine Juniorprofessur (Assistant Professor 1975, Associate Professor 1978) und 1982 eine ordentliche Professur. Seit 1979 hat er zusätzlich Lehrverpflichtungen an der University of California, San Diego, zunächst als Adjunct Associate Professor, seit 1983 als Adjunct Professor. Von 1992 bis 2008 hatte er zusätzlich eine Forschungsprofessur der American Cancer Society. Seit 2008 leitet er die Krebsforschung am Salk Institute for Biological Studies.

## Wirken
Hunter hat grundlegende Arbeiten zu Proteinkinasen vorgelegt, Enzyme, die Proteine phosphorylieren und damit an der Regulation verschiedener Prozesse in der Zelle beteiligt sind. Seine Ergebnisse spielen in der Krebsforschung eine besondere Rolle. Insbesondere konnte Hunter die Tyrosinkinase Src (Genprodukt des gleichnamigen Protoonkogens SRC) identifizieren und ihre Bedeutung in der Zellteilung und Krebsentstehung herausarbeiten. Rezeptor-Tyrosinkinasen spielen darüber hinaus eine wichtige Rolle in der Signaltransduktion der Zelle, insbesondere durch Wachstumsfaktoren.

## Auszeichnungen (Auswahl)
- 1987 Mitgliedschaft in der Royal Society
- 1989 Mitgliedschaft in der Royal Society of Arts
- 1992 Mitgliedschaft in der American Academy of Arts and Sciences
- 1994 Gairdner Foundation International Award[3]
- 1994 Charles S. Mott Prize
- 1998 Mitgliedschaft in der National Academy of Sciences
- 2001 Keio Medical Science Prize[1]
- 2004 Louisa-Gross-Horwitz-Preis[4]
- 2004 Prinz-von-Asturien-Preis[5]
- 2005 Wolf-Preis in Medizin[2]
- 2006 Mitgliedschaft in der American Philosophical Society
- 2006 Pasarow Award
- 2014 Royal Medal der Royal Society
- 2014 BBVA Foundation Frontiers of Knowledge Award
- 2017 Sjöberg Prize
- 2018 Tang Prize für biopharmazeutische Forschung
- 2022 AACR Award for Lifetime Achievement in Cancer Research
- 2024 Prinz-Mahidol-Preis
- 2025 Szent-Györgyi Prize